# Virgo inter virgines

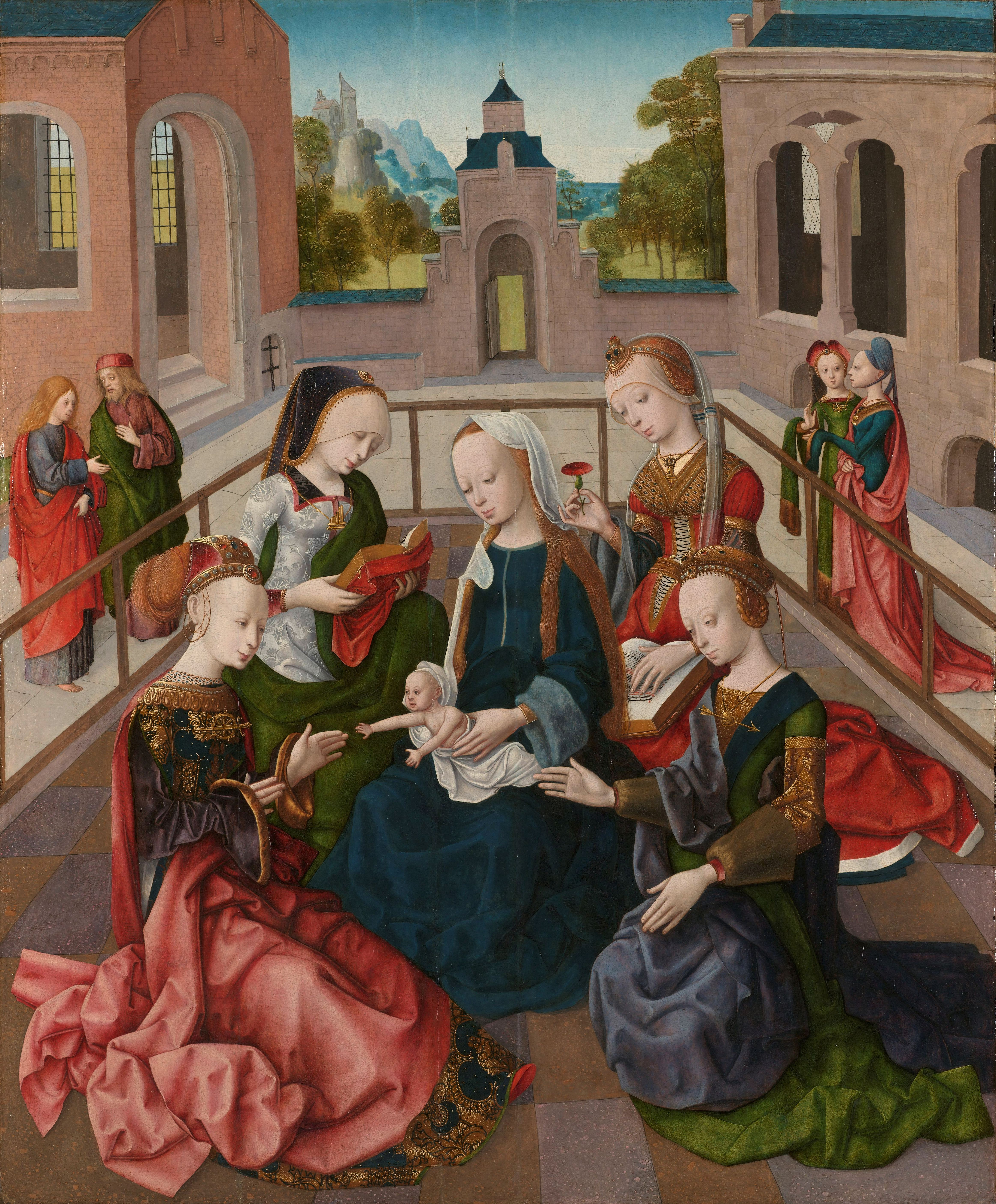
Marie s Ježíšem mezi čtyřmi hlavními svatými pannami, 1485-1495, Rijksmuseum Amsterdam

Virgo inter virgines (latinsky) Panna mezi pannami je často zobrazované téma v křesťanské deskové a knižní malbě, méně se vyskytuje také v sochařství, od konce 14. století do poloviny 16. století.

## Popis
Marie je vyobrazena s dítětem Ježíšem, někdy má královskou korunu a sedí na trůnu, jindy sedí na trávníku a v uzavřené zahradě (latinsky: Hortus conclusus) či Mariánské zahradě. Je obklopena svatými pannami prvomučednicemi. Marie je zde královnou svatých panen, což bylo zvláště populární téma od počátku patnáctého století do poloviny šestnáctého století. Nejstarší příklady najdeme koncem 14. století na obrazech v Kolíně nad Rýnem, od poloviny 15. století také v grafice (monogramista E.S. a rychle se rozšířily jak po celém Německu, Rakousku, v jižním Nizozemsku a severní Francii.
Panna Marie byla zobrazována nejčastěji mezi dvěma až šesti pannami. Jsou-li panny jen dvě, může to být varianta Mystické zasnoubení sv. Kateřiny, Kateřina navléká zásnubní prsten, osově proti ní přihlíží druhá panna. Častá je sestava Quattuor Virgines capitales, to je čtveřice hlavních panen Ježíškovi zvláště milých. Tvoří ji obvykle Kateřina s emblémem kola, Markéta s drakem, Barbora s věží a Dorota s košíkem květin. V českých zemích a v Rakousku je obvyklá také oltářní archa se sochou Panny Marie s Ježíškem, které doprovázejí světice na malovaných křídlech.
Do Flander toto téma přinesl Hans Memling a zvolil pro svůj oltářní obraz počet šesti panen,, stejně jako Mistr ze San Severina v Kolíně nad Rýnem. Nejpočetnější sbor svatých panen (deset) shromáždil na jednom obraze flanderský Mistr Legendy svaté Luci. Kromě výše jmenovaných to jsou sv. Apolonie se zubem v kleštích, svatá Voršila se šípem, Anežka Římská s beránkem, Cecílie, Lucie ze Syrakus, Marie Magdaléna, Agáta a neobvyklá sv. Cunera s modelem betlémských jeslí. Originální je vyobrazení mučednických atributů svaté Kateřiny a Barbory, nikoliv v podobě trojrozměrných předmětů, ale jako vytkávaný desén na plášti. Gerard David zase zkombinoval námět s votivním obrazem, rodina donátora se vmísila mezi světice, které se špatně odlišují od donátorových dcer, a skupinu ještě doplnili hudoucí andělé.

## Rozšíření
Téma Virgo inter Virgines se vyskytovalo v záalpských zemích, ve Francii, nejčastěji v Nizozemí, vzácně jižně od Alp. V Itálii je nahrazují témata Zasnoubení svaté Kateřiny a/nebo Sacra conversazione, kde Pannu Marii doprovázejí světice střídavě se světci.
- Uctívání Panny Marie a dalších svatých žen bylo oblíbené u širokého publika rodinného.
- Patřilo také k zvláštní ikonografii odloučení, rozjímání a uctívání dítěte Ježíše. Tak je praktikovaly řeholnice v ženských klášterech při paraliturgických hrách: ve svátek Narození Páně tyto panny oblékaly sošku Ježíška a v miniaturních jeslích ji uctívaly na oltáři.

## Galerie

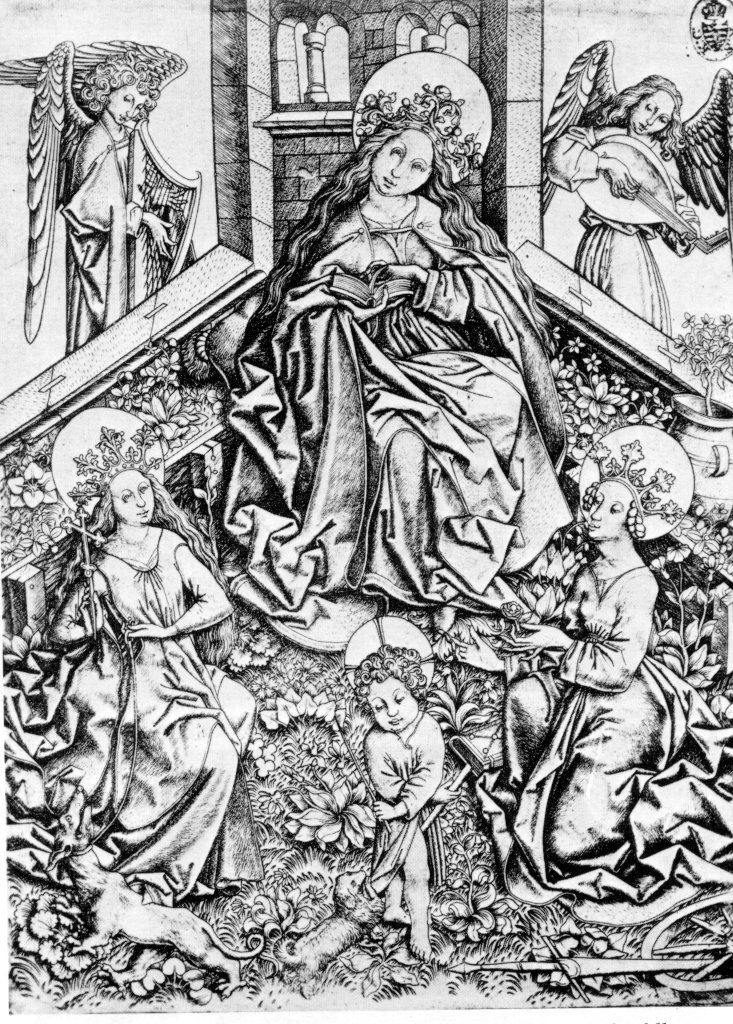
Monogramista E.S.: Kateřina a Markéta při hře s Ježíškem, tisk 1460–1465
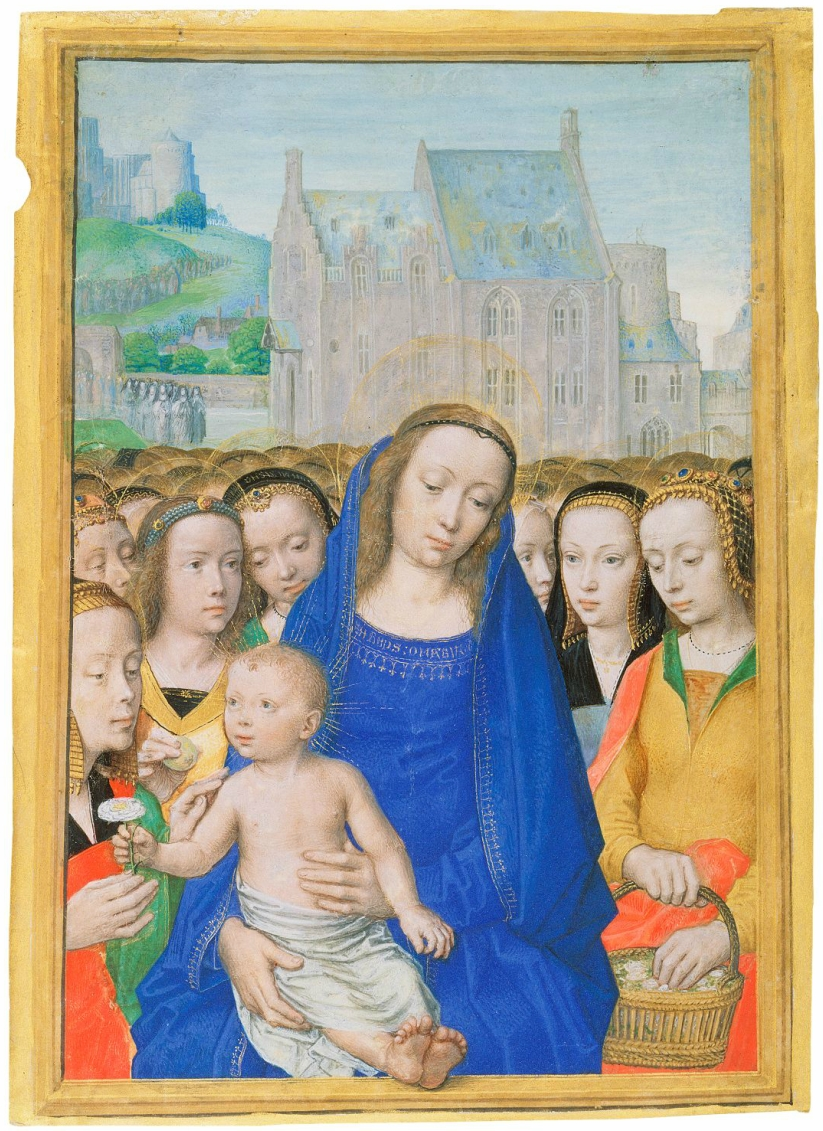
Gerard David
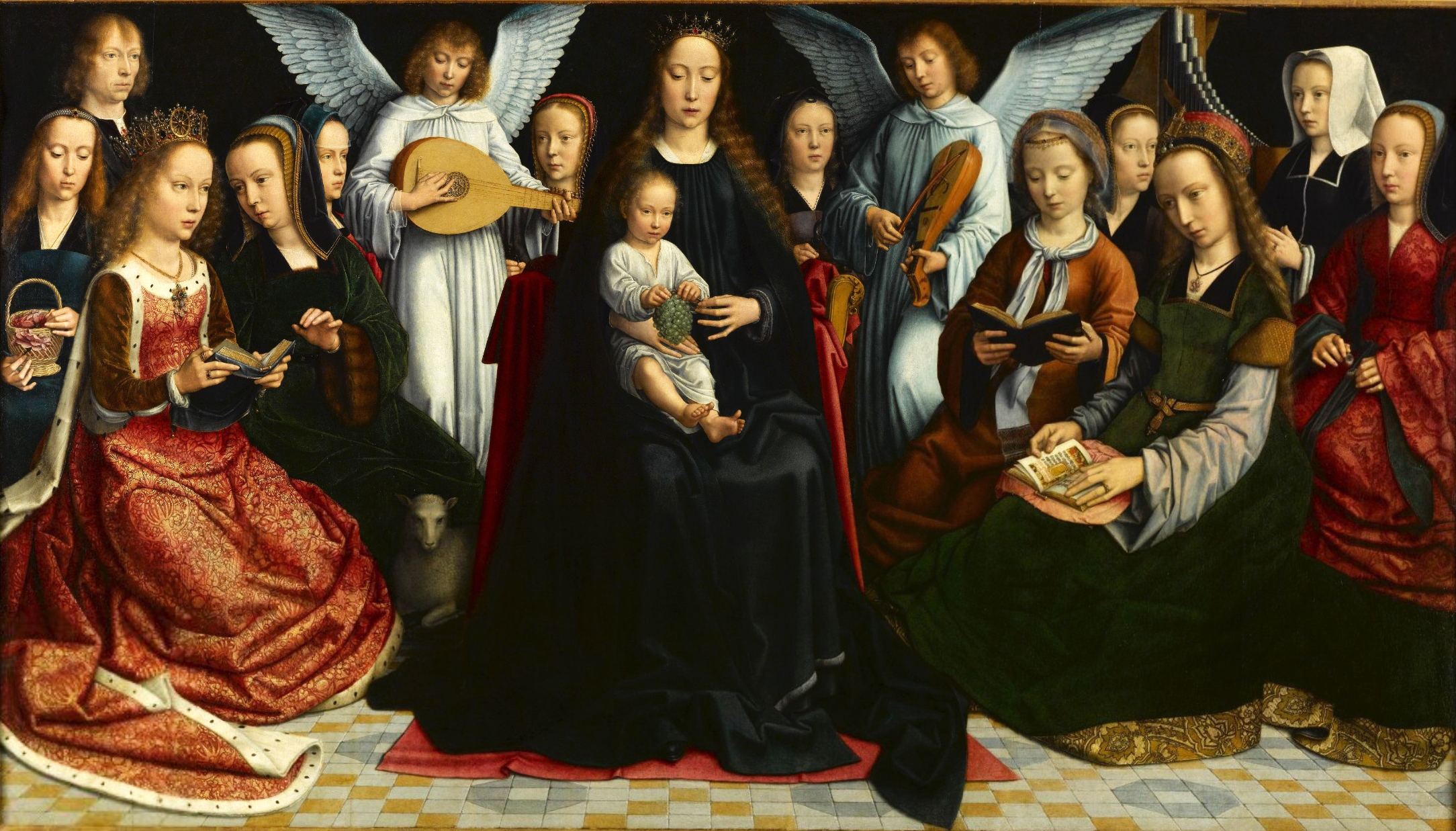
Gerard David, 1500-1510
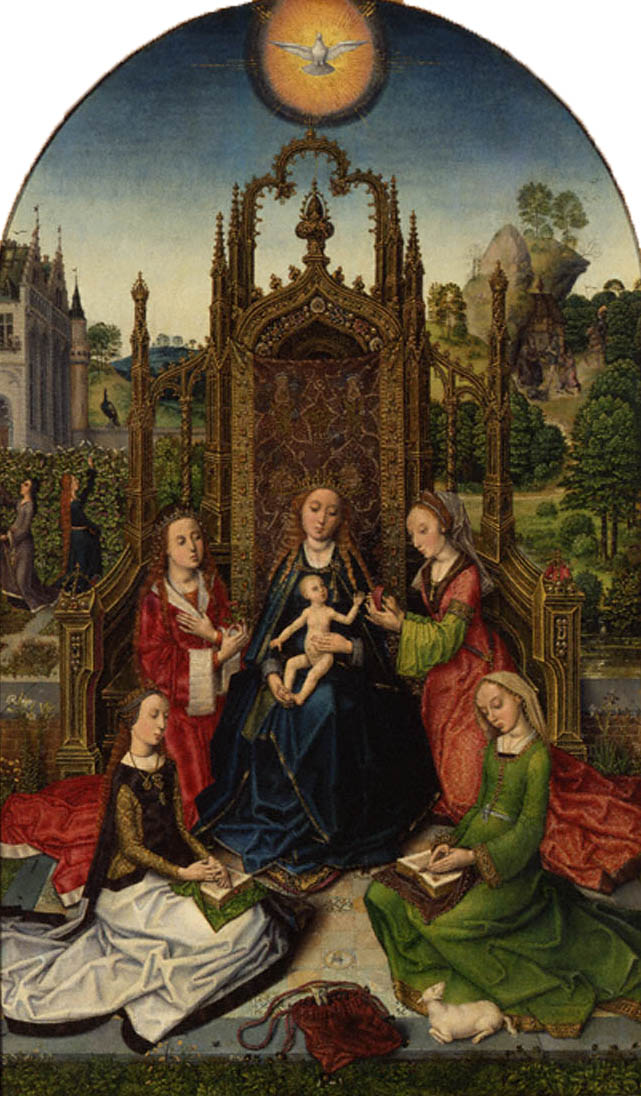
Mistr z Brugg, 1499
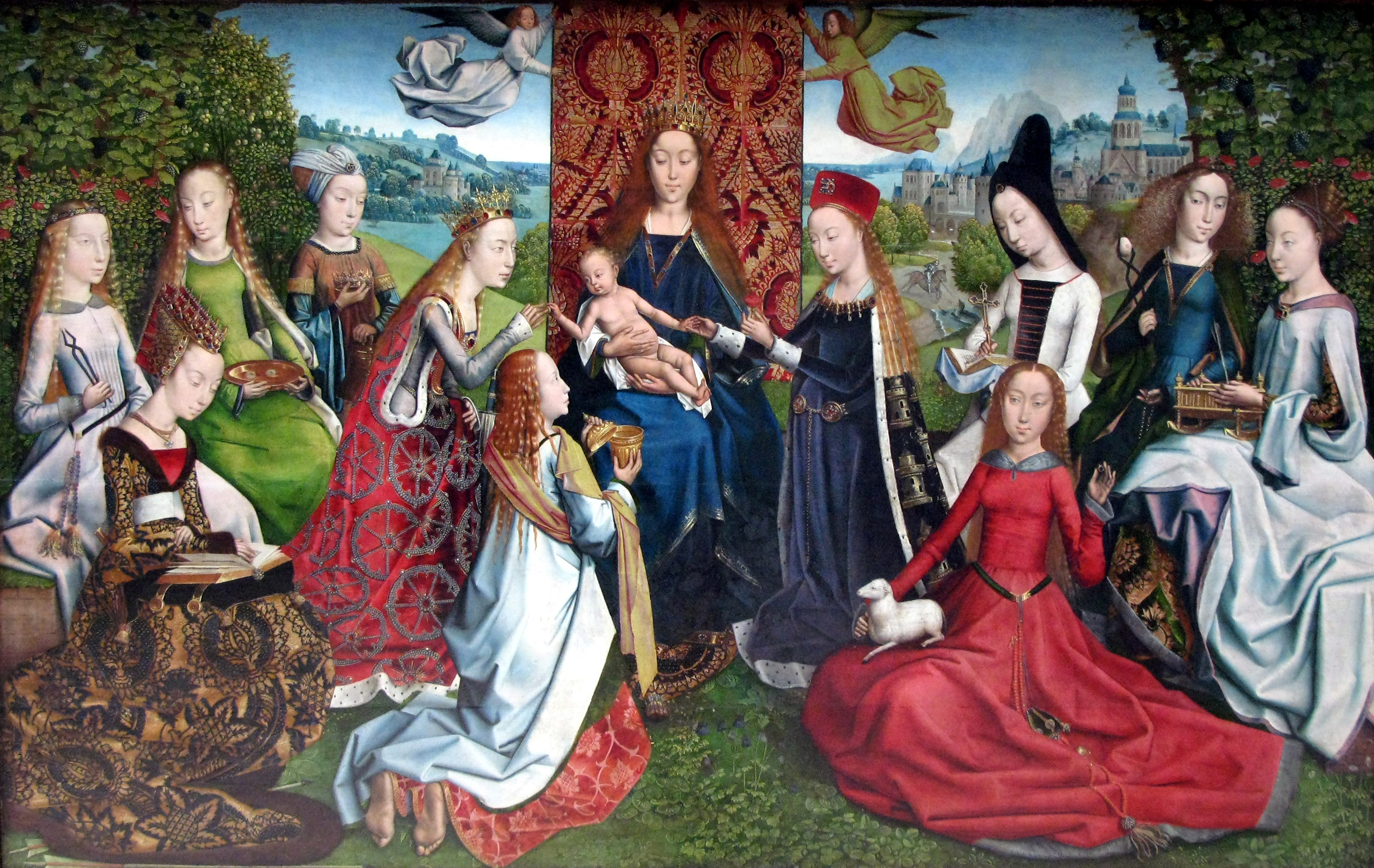
Mistr Legendy sv. Lucie, Nizozemí